# Mary Dering

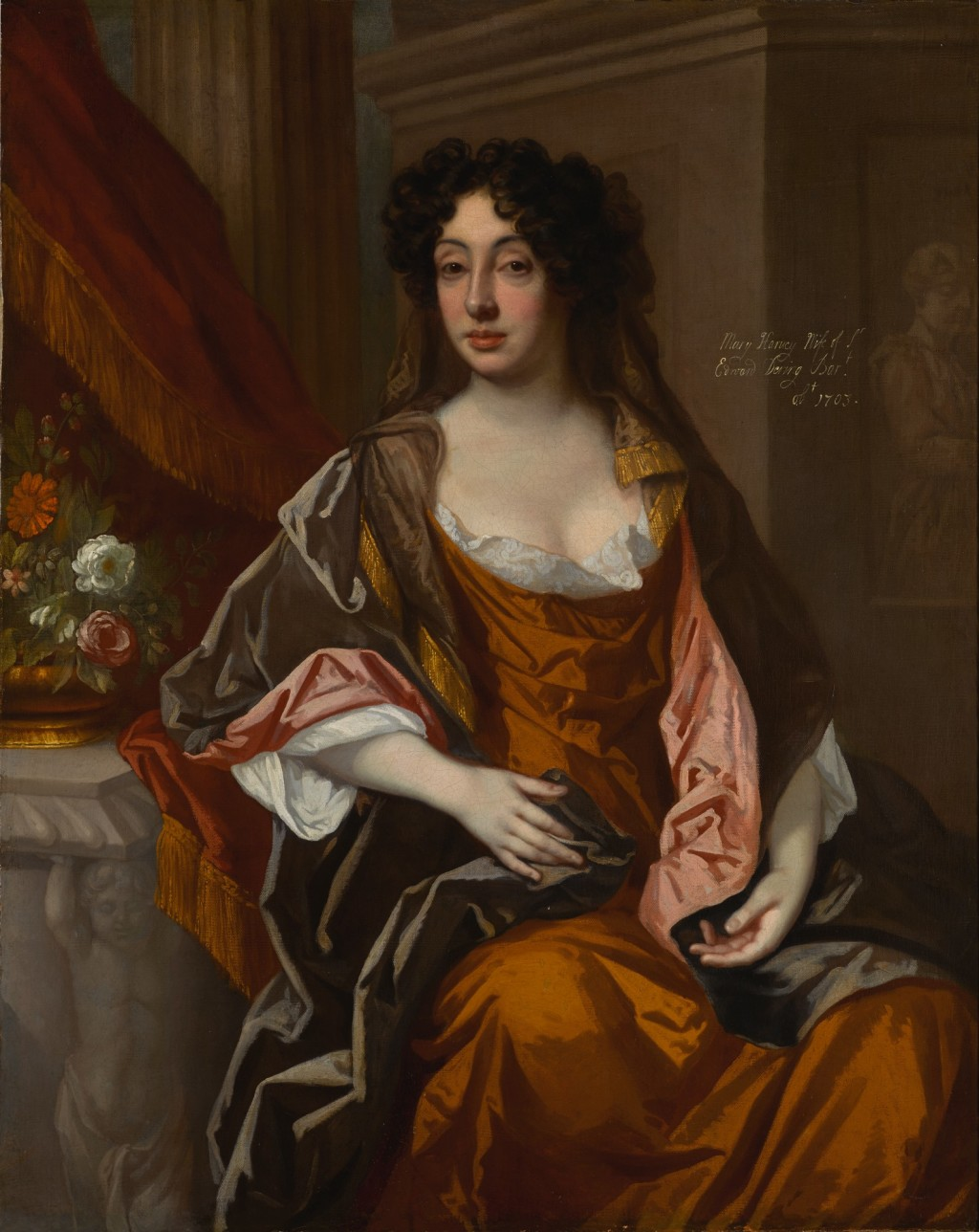
portraits de Mary Dering par le peintre Thomas Hawker

Lady Mary Dering (née Mary Harvey), baptisée le 3 septembre 1629 et morte le 7 février 1704, est une compositrice anglaise.

## Biographie
Mary Harvey est la fille de Daniel Harvey de la Combe, Croydon, Surrey, un marchand de dindes à Londres et de son épouse Elizabeth, fille de Henri Kynnersley, aussi marchand londonien. Son père est le frère du Dr William Harvey qui a le premier décrit la circulation du sang avec précision.
À l'école, en 1640, à la ladies university of the female arts de Hackney, elle se lie d'amitié avec Katherine Philips (l'Incomparable Orinda). Marie étudie avec Henry Lawes, qui lui dédie son livre ; dans la dédicace, il fait fortement l'éloge de ses compositions, et dit que peu de compositeurs des deux sexes atteignent leur perfection. Certaines de ses musiques sont publiées dans Select Ayres and Dialogues de John Playford et trois de ses chants sont publiés dans Second book of airs de Lawes ; ce sont les premiers ouvrages publiés par une femme en Angleterre.
Le 5 avril 1648, Marie Harvey épouse Sir Edward Dering (2e baronnet). Ils ont dix-sept enfants, dont sept meurent en bas âge. Elle survit de vingt ans à son époux et meurt en février 1705 ; elle survit également à la disparition de son fils aîné, Sir Edward Dering (3e baronnet).
Dame Dering est enterrée à Pluckley, dans le Kent. Un mémorial à son nom est présent dans l'église.